# Snape Castle
Snape Castle är ett slott i Storbritannien.   Det ligger i grevskapet North Yorkshire och riksdelen England, i den centrala delen av landet, 300 km norr om huvudstaden London. Snape Castle ligger 51 meter över havet.
Terrängen runt Snape Castle är huvudsakligen platt, men åt sydväst är den kuperad. Runt Snape Castle är det ganska tätbefolkat, med 67 invånare per kvadratkilometer. Närmaste större samhälle är Ripon, 14,0 km söder om Snape Castle. Trakten runt Snape Castle består till största delen av jordbruksmark.